# Viscount Churchill

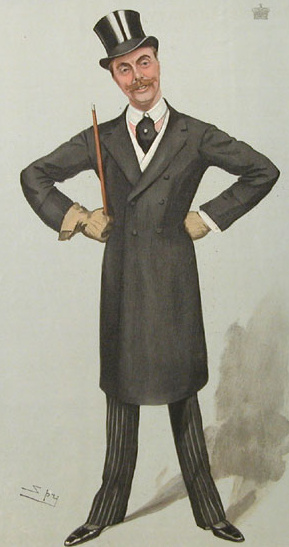
Victor Spencer, 1. Viscount Churchill

Viscount Churchill, of Rolleston in the County of Leicester, war ein erblicher britischer Adelstitel in der Peerage of the United Kingdom.

## Verleihung und Erlöschen
Der Titel wurde am 14. Juli 1902 für Victor Spencer, 3. Baron Churchill geschaffen. Dieser hatte bereits 1886 von seinem Vater den Titel Baron Churchill, of Whichwood in the County of Oxford, geerbt, der seinem Großvater, Lord Francis Spencer, am 11. August 1815 verliehen worden war. Letzterer war ein jüngerer Sohn des 4. Duke of Marlborough und seit 1801 Abgeordneter im House of Commons gewesen.
Die Viscountcy erlosch beim Tod von dessen jüngerem Sohn, dem 3. Viscount, am 18. Oktober 2017. Die Baronie fiel daraufhin an dessen Onkel dritten Grades Richard Spencer als 6. Baron.

## Liste der Viscounts Churchill (1902)
- Victor Spencer, 1. Viscount Churchill (1864–1934)
- Victor Spencer, 2. Viscount Churchill (1890–1973)
- Victor Spencer, 3. Viscount Churchill (1934–2017)